# Великобурлуцький сироробний завод
ПАТ «Великобурлуцький сироробний завод» — сироробний завод, розташований у смт. Великий Бурлук Харківської області. Станом на 2011 рік 99,27% акцій ПАТ володіє «Стеффорд Ентерпрайзіс Лімітед» (Кіпр). Середньооблікова чисельність працівників облікового складу — 275 особи. Середня численність позаштатних працівників — 10 осіб. Розмір фонду оплати праці у 2011 році зменшився у порівнянні з попереднім роком на 104 тис. грн. та становить 7 920 тис. грн.
Підприємство є засновником ТД «Сири Бурлука».

## Історія
Підприємство засноване у 1977 році, як спеціалізоване підприємство з виробництва твердих сортів сиру. За проектною потужністю підприємство могло переробляти 160 тонн молока за добу та випускати Російського сиру 5,6 тони за зміну.
Відкрите акціонерне товариство «Великобурлуцький сироробний завод» створене у процесі реорганізації ВАТ «Харківмолпром» шляхом виділення структурного підрозділу. У серпні 2009 року товариство зареєстровано, як Публічне АТ «Великобурлуцький сироробний завод».
У 2004 році було вироблено 3441 тонн твердих сирів
У жовтні 2005 року завод отримав сертифікат ХАССП.
У 2011 році підприємством було виготовлено продукції: 428 тонн твердих сирів, 106 тонн масла селянського, 12 699 тонн молока обробленого, 62 тонни кисломолочної продукції. 2011 рік підприємство закінчило із збитком 34 млн 999 тис. гривень, скоротивши чистий дохід порівняно з 2010-им роком на 36,36%, або 44 млн 554 тис. гривень — до 77 млн 972 тис. гривень.
2012 рік, за попередніми даними, підприємство закінчило зі збитком 28,356 млн гривень.
Вартість активів заводу на кінець 2012-го року склала 106 млн 834 тис. гривень, сумарна дебіторська заборгованість — 34 млн 786 тис. гривень.
Поточні зобов'язання підприємства на кінець 2012-го року склали 56 млн 108 тис. гривень.
Станом на березень 2013 року завод зупинив свою роботу.
В 2016 році завод було виставлено на продаж.
В липні 2017 року завод відновив роботу після 5-річного простою.
Протягом червня - липня 2017 року сироробний завод реконструювали. Більше того, зараз виробництво сертифіковано за міжнародними стандартами якості ISO 9001:2000. Підприємство стало одним з перших у регіоні, де реалізується проект європейської системи контролю якості ХАССП. Зараз на підприємстві вже працює перша лінія - з виробництва сухого молока.

## Опис підприємства
Виробнича база заводу дозволяє переробляти до 300 тонн молока за добу. Виробничі потужності становлять 9,2 т сиру твердого, 4,5 т масла тваринного, 60 т молочної продукції, 2 т сухої молочної сироватки, 2 т сухого знежиренного молока за зміну. До складу основного виробництва входять: прийомно-апаратний цех, сирний цех, маслоцех, камера дозрівання сиру, цех сухих молочних продуктів, цех ковбасного сиру. Завод сертифіковано по міжнародним стандартам якості ISO 9001. По балансу первісна вартість власних основних засобів на кінець 2011 року —54 080 тис. грн., амортизація яких становить 17 370 тис. грн., залишкова вартість на 31.12.2011 року становить 36 710 тис. грн.
Завод має автопарк, загальною вантажопідйомністю 147 т для доставки молока і готової продукції.
Постачальники молока — товаровиробники Харківської, Луганської, Донецької областей (сільгосппідприємства різних форм власності, молокозаводи та населення).

## Продукція
Асортимент продукції, що виробляється підприємством, становить більше 15 найменувань: сири тверді Російський, Звенигородський, Голландія, Гауда, Едам, Кострома, Сметанковий, Вершковий та інші, масло вершкове Селянське моноліт і фасоване, сир плавлений декількох видів, сухе знежирене молоко, суха молочна сироватка, сухе цільне молоко, молоко питне ультрапастеризоване, десерти сиркові тощо.
- Молоко під торговельною маркою Одарі.